# Maulaj Hiszam
Maulaj Hiszam (ur. 1964 w Rabacie) - książę marokański z dynastii Alawitów, syn księcia Maulaja Abdullaha, brat stryjeczny obecnego króla Muhammada VI. Jest obecnie trzeci w linii sukcesji do marokańskiego tronu, po synu króla Maulaju Hassanie i bracie króla Maulaju Raszidzie. 
Jego matka Lalla Lamija as-Sulh jest córką pierwszego libańskiego premiera Rijada as-Sulha i siostrą księżnej Mony as-Sulh - byłej małżonki saudyjskiego księcia Talala ibn Abd al-Aziza as-Sauda.
Maulaj Hiszam nazywany jest "Czerwonym Księciem" ze względu na swoje lewicowe poglądy.
W styczniu 2023 r. Hicham Moulay został wydalony z Tunezji, kiedy przyjechał tam na konferencję zorganizowaną przez arabskie wydanie francuskiego miesięcznika Le Monde Diplomatique..